# Orta dzsámi
Az Orta dzsámi a mai Dísz téren állt, Budapest I. kerületében, a Várnegyedben. A törökök a Szent György-templomot alakították át dzsámivá, de az épület eredeti homlokzatát meghagyták. A templomhoz külön minaretet építettek oszmánli módra. Evlija Cselebi szerint az új dzsámit azért nevezték Ortának, azaz Középsőnek, mert az a város közepén, szabad téren állt. Valószínű, hogy az Orta dzsámi a harcok idején kórházként is működött. Az 1686-os visszafoglalás után még részben álltak a falai, de később lebontották. A dzsámi maradványai a honvédemlékmű körüli park és az úttest alatt vannak.